# Поум
Поум (на македонска литературна норма: Поум; на албански: Pohumi) е село в Северна Македония, в община Струга.

## География
Селото е разположено в най-южните склонове на планината Караорман.

## История
В XIX век Поум е албанско село в Охридска каза на Османската империя. В „Етнография на вилаетите Адрианопол, Монастир и Салоника“, издадена в Константинопол в 1878 година и отразяваща статистиката на населението от 1873 година, Поум (Pooum) е посочено като село с 27 домакинства, като жителите му са 71 мюсюлмани.
Според статистиката на Васил Кънчов („Македония. Етнография и статистика“) в 1900 Поум има 360 жители арнаути мохамедани.
На Етнографската карта на Битолския вилает на Картографския институт в София от 1901 година Поум е чисто албанско село в Охридската каза на Битолския санджак с 60 къщи.
Според преброяването от 2002 година селото има 168 жители.
| Националност     | Всичко |
| северномакедонци | 0      |
| албанци          | 164    |
| турци            | 0      |
| роми             | 0      |
| власи            | 0      |
| сърби            | 0      |
| бошняци          | 0      |
| други            | 4      |